# High School Musical 3: Senior Year (nhạc phim)
High School Musical 3: Senior Year là album nhạc phim của bộ phim cùng tên của hãng Walt Disney Pictures. Nó được phát hành tại Mỹ vào ngày 21 tháng 10 năm 2008.

## Thông tin album
Album nhạc phim đã bán được 297.000 bản trong tuần đầu phát hành tại Mỹ và xếp ở vị trí thứ 2 sau Black Ice của AC/DC. Hiện nay thì soundtrack đã bán được khoảng 920.000 bản tại Mỹ và khoảng 2 triệu bản trên toàn thế giới. Tại Úc, soundtrack được công nhận là đĩa Vàng vào ngày 6 tháng 11 (sau ngày phát hành khoảng 1 tuần) và sau đó là đĩa Bạch kim vào ngày 2 tháng 12, trước khi phim được công chiếu tại Úc. Tại Brasil, album được đặt hàng khoảng 60.000 bản và được công nhận đĩa Bạch kim trước khi được phát hành.
Phiên bản two-disc Premiere phát hành cùng ngày với bản thường. Phiên bản này giới thiệu nhạc phim và một DVD giới thiệu hậu trường của phim khoảng 40 phút cùng một quyển lời bài hát của tất cả bài nhạc phim.

## Danh sách bài hát
"Senior Year Spring Musical Medley" là tập hợp những bài hát hay nhất của soundtrack và được trình diễn lại bởi diễn viên khác
| #  | Tên bài                                                                                 | Biểu diễn                                                | Thời lượng |
| -- | --------------------------------------------------------------------------------------- | -------------------------------------------------------- | ---------- |
| 1  | "Now or Never"                                                                          | Tất cả diễn viên                                         | 4:33       |
| 2  | "Right Here, Right Now"                                                                 | Zac Efron & Vanessa Hudgens                              | 3:58       |
| 3  | "I Want It All"                                                                         | Ashley Tisdale & Lucas Grabeel                           | 4:38       |
| 4  | "Can I Have This Dance"                                                                 | Zac Efron & Vanessa Hudgens                              | 4:04       |
| 5  | "A Night to Remember"                                                                   | Tất cả diễn viên                                         | 3:59       |
| 6  | "Just Wanna Be With You"                                                                | Lucas Grabeel, Olesya Rulin, Zac Efron & Vanessa Hudgens | 2:38       |
| 7  | "The Boys Are Back"                                                                     | Zac Efron & Corbin Bleu                                  | 3:47       |
| 8  | "Walk Away"                                                                             | Vanessa Hudgens                                          | 3:50       |
| 9  | "Scream"                                                                                | Zac Efron                                                | 3:56       |
| 10 | "Senior Year Spring Musical"                                                            | Tất cả diễn viên                                         | 7:45       |
| 11 | "We're All in This Together (Graduation Mix)"                                           | Tất cả diễn viên                                         | 4:17       |
| 12 | "High School Musical"                                                                   | Tất cả diễn viên                                         | 3:53       |
| 13 | "Just Getting Started" (Download trên iTunes)                                           | Stan Carrizosa, người thắng cuộc Get in the Picture      | 3:32       |
| 13 | "The Boys Are Back" (Phiên bản US5) (Chỉ có trong soundtrack của UK, Đức và Bồ Đào Nha) | US5                                                      | 3:30       |

| Senior Year Spring Musical         | Biểu diễn                                                |
| ---------------------------------- | -------------------------------------------------------- |
| "Last Chance (Ballad)"             | Lucas Grabeel và Olesya Rulin                            |
| "Now or Never (Hát lại)"           | Matt Prokop, Justin Martin và Kaycee Stroh               |
| "I Want It All (Hát lại)"          | Lucas Grabeel                                            |
| "Just Wanna Be With You (Hát lại)" | Ashley Tisdale, Matt Prokop, Zac Efron & Vanessa Hudgens |
| "A Night to Remember (Hát lại)"    | Ashley Tisdale & Jemma McKenzie-Brown                    |

## Các phiên bản quốc tế
| Tên bài                      | Tên bài gốc              | Ngôn ngữ          | Trình bày                                                  | Quốc gia    |
| ---------------------------- | ------------------------ | ----------------- | ---------------------------------------------------------- | ----------- |
| "Voglio Te, Accanto a Me"    | "Right Here, Right Now"  | Ý                 | Ambra LoFaro & Jacopo Sarno                                | Ý           |
| "Ty i Ja"                    | "Right Here, Right Now"  | Tiếng Ba Lan      | Hania Stach & Lukasz Zagrobelny                            | Ba Lan      |
| "Just Här, Just Nu"          | "Right Here, Right Now"  | Tiếng Thuỵ Điển   | Brandur & Molly Sandén                                     | Thuỵ Điển   |
| "Lige Her Og Nu"             | "Right Here, Right Now"  | Tiếng Đan Mạch    | Simon Matthew & Rebekka Matthew                            | Đan Mạch    |
| "Μικροί θεοί"                | "Right Here, Right Now"  | Tiếng Hy Lạp      | Kostas Martakis & Shaya                                    | Hy Lạp      |
| "Itt És Most"                | "Right Here, Right Now"  | Tiếng Hungary     | Dósa Mátyás & Széles Izabella                              | Hungary     |
| "Chiar Aici, Chiar Acum"     | "Right Here, Right Now"  | Tiếng Rumani      | Cătălin Josan & Giulia                                     | Rumani      |
| "Eu Só Quero Estar Com Você" | "Just Wanna Be With You" | Tiếng Bồ Đào Nha  | Renata & Olavo (High School Musical: A Seleção)            | Brasil      |
| "Yo Contigo Quiero Estar"    | "Just Wanna Be With You" | Tiếng Tây Ban Nha | Mariana & Cristobal (High School Musical: El Desafío)      | Mexico      |
| "Yo Contigo Quiero Estar"    | "Just Wanna Be With You" | Tiếng Tây Ban Nha | Fernando & Agustina (High School Musical: El Desafío)      | Argentina   |
| "Grido"                      | "Scream"                 | Tiếng Ý           | Jacopo Sarno                                               | Ý           |
| "Lakad Na"                   | "Walk Away"              | Tiếng Philipin    | Miss Ganda                                                 | Phillipines |
| "Vivre Ma Vie"               | "Walk Away"              | Tiếng Pháp        | Amel Bent                                                  | Pháp        |
| "High School Musical"        | "High School Musical"    | Tiếng Tây Ban Nha | Mota                                                       | Tây Ban Nha |
| "High School Musical"        | "High School Musical"    | Tiếng Anh         | Thảo Trang, Đông Nhi, Wanbi Tuấn Anh, Nathan Lee, Tùng Lâm | Việt Nam    |